# 第679裝甲旅 (以色列)
第679耶夫塔裝甲旅（希伯來語：חטיבה שמונה，又稱鋼足旅）是以色列國防軍的後備部隊，隸屬北方司令部 (以色列)。此後，該旅持續參與以軍軍事行動，如贖罪日戰爭、第二次黎巴嫩戰爭及以色列—哈瑪斯戰爭。